# Google Tensor
O Google Tensor é uma série de processadores system-on-chip (SoC) baseados em ARM64 projetados pelo Google para seus dispositivos Pixel. Foi originalmente concebido em 2016, após a introdução do primeiro smartphone Pixel, embora o trabalho de desenvolvimento real não tenha começado a todo vapor até 2020. O chip Tensor de primeira geração estreou na série de smartphones Pixel 6 em 2021 e foi sucedido pelo Chip Tensor G2 nas séries de smartphones Pixel 7 e Pixel 7 Pro em 2022. O Tensor foi geralmente bem recebido pelos críticos.

## Desenvolvimento

### Fundo
O desenvolvimento de um sistema em chip (SoC) projetado pelo Google começou em abril de 2016, após o lançamento do primeiro smartphone Pixel da empresa, embora o CEO do Google, Sundar Pichai, e o chefe de hardware, Rick Osterloh, concordassem que provavelmente levaria um longo período de tempo. antes que o produto estivesse pronto. No ano seguinte, a divisão de hardware da empresa reuniu uma equipe de 76 pesquisadores de semicondutores especializados em inteligência artificial (IA) e aprendizado de máquina (ML), que desde então aumentou de tamanho, para trabalhar no chip. A partir de 2017, o Google começou a incluir coprocessadores personalizados em seus smartphones Pixel, ou seja, o Pixel Visual Core nas séries Pixel 2 e Pixel 3 e o Pixel Neural Core na série Pixel 4.
Em abril de 2020, a empresa havia feito "progresso significativo" em direção a um processador baseado em ARM personalizado para seus dispositivos Pixel e Chromebook, codinome "Whitechapel". Na teleconferência trimestral para investidores da empresa controladora do Google, Alphabet Inc., em outubro daquele ano, Pichai expressou entusiasmo com os "investimentos mais profundos" da empresa em hardware, que alguns interpretaram como uma alusão a Whitechapel. O Neural Core não foi incluído no Pixel 5, lançado em 2020; O Google explicou que o Snapdragon 765G SoC do telefone já alcançou o desempenho da câmera que a empresa almejava. Em abril de 2021, foi relatado que Whitechapel forneceria energia aos próximos smartphones Pixel do Google. O Google revelou oficialmente o chip, chamado Tensor, em agosto, como parte de uma prévia de seus smartphones Pixel 6 e Pixel 6 Pro. Os smartphones Pixel anteriores usavam chips Qualcomm Snapdragon, com o Pixel 5a de 2021 sendo o último telefone Pixel a fazê-lo. Mais tarde, Pichai observou indiretamente que o desenvolvimento do Tensor e do Pixel 6 resultou em mais soluções prontas para uso para telefones Pixel lançados em 2020 e no início de 2021. Em setembro de 2022, o The Verge relatou que um sucessor do laptop Pixelbook movido a Tensor com lançamento planejado para 2023 foi cancelado devido a medidas de corte de custos.

### Design
"Tensor" é uma referência às tecnologias TensorFlow e Tensor Processing Unit do Google, e o chip é desenvolvido pela equipe do Google Silicon alojada na divisão de hardware da empresa, liderada pelo vice-presidente e gerente geral Phil Carmack ao lado da diretora sênior Monika Gupta, em conjunto com a divisão de pesquisa do Google. A microarquitetura do Tensor consiste em dois núcleos grandes, dois núcleos médios e quatro núcleos pequenos; esse arranjo é incomum para SoCs octa-core, que normalmente possuem apenas um núcleo grande. Carmack explicou que isso acontecia para que o Tensor pudesse permanecer eficiente em cargas de trabalho intensas, executando os dois grandes núcleos simultaneamente em baixa frequência para gerenciar os vários coprocessadores. Osterloh afirmou que o desempenho do Tensor é difícil de quantificar usando benchmarks sintéticos, mas deve ser caracterizado pelos muitos recursos de ML que ele permite, como reconhecimento avançado de fala, tradução de idiomas em tempo real, capacidade de desfocar fotografias, e processamento quadro a quadro semelhante a HDR para vídeos.